# Децимализация
Децимализацията е преобразуване на измервателна система в единици на десета степен, измествайки традиционните единици, които са свързани по други начини, като например тези, образувани от последователно удвояване или разполовяване, или чрез по-произволни фактори на преобразуване. Единици на физически измервания, като дължина и маса, са децимализирани с въвеждането на метричната система, която е приета от почти всички стани в света, с изключение на Либерия, Мианмар и Съединените щати. Така, един километър е равен на 1000 метра, докато една миля е 1760 ярда. Електрическите единици са децимализирани изцяло по света. Често срещани единици за време остават недецимализирани, въпреки опита по време на Френската революция.
Докато метрикацията описва приемането от различните страни на обща система от десетични измервания, държавите обикновено имат свои собствени валути. Децимализацията на валутите е процесът на конвертиране валутата на всяка държава от предишните ѝ недесетични деноминации към десетична система с една основна единица и едно или повече подединици, така че броят на подединиците в една основна единица е на десета степен, най-често 100.

## Десетична валута
Десетичните валута имат подединици, базирани на коефициент 10. Подединиците са най-често 100 въз основната единица, но съществуват и такива, базирани на 1000 подединици, особено в арабските страни. Китайският юан се счита за първата десетична валута.
Например:
- 100 цента са равни на 1 долар в много държави
- 1000 тунизийски мимала са равни на 1 тунизийски динар

Исторически, недесетичните валути са били много по-често срещани, като например британския паунд преди децимализацията му през 1971. До 1971 г. паундът е имал подединици от шилинги (20 шилинга = 1 паунд) и пенсове (12 пенса = 1 шилинг), а до 1960 пенито е било разделено на 4 фартинга.

## Европа
- Русия преминава към десетична валута при цар Петър Велики през 1704 г., където рублата е равна на 100 копейки, правейки руската рубла първата десетична валута в света.

- Франция въвежда франка през 1795 г., за да измести турската лира[2], отменена по време на Френската революция. Франция въвежда децималицазията в редица страни, които са завладени по време на Наполеонския период.

- Нидерландският гулден е децимализиран през 1817 г. (става равен на 100 цента, вместо на 20 щуйвера (стойвер, стювер) = 160 дуита (дойта) = 320 пенинга).